# Revenge Is Sweeter tour
A Revenge Is Sweeter a The Veronicas világkörüli turnéja, melyet 2008 novemberében jelentettek be.

## Turné információk
A tizenhat ausztrál fellépés után Új-Zélandon terveztek fellépni a lányok. 2009. február 13-án kezdődött a koncertkörút Newcastleben, és az akkori tervek szerint Dunedinben fejeződött be március 7-én. 2009. április 3-án bejelentették, az Egyesült Államokban folytatják a turnét, június 4-i kezdettel, július 18-ig, majd augusztus 7-től 9-ig Japánban lépnek fel.. 2009. május 5-én közölték, két kanadai fellépés várható, június 27-én és július 15-én. Augusztus 4-én kiderült, az Egyesült Királyságba is ellátogatnak az ikrek, szeptember 23. és 25. között. 2009 szeptember 1-jén jelent meg egy CD/DVD a turnéból. A koncertkörút befejezése után először Bogotában jelentek meg (Kolumbia).

## Nyitó előadók
- Short Stack[6] (Ausztrália)
- Metro Station[6] (Ausztrália és Új-Zéland)
- Midnight Youth[2] (Új-Zéland)
- P Money[2] (Új-Zéland)
- Angry Anderson (Sydney, február 19.)
- The Pretty Reckless[7] (USA)  (bizonyos koncerteken)
- Carney (USA/Kanada)  (bizonyos koncerteken)
- The Federals (Egyesült-Királyság)

## A turné állomásai
| Oceánia                            |                  |                  |                          |
| 2009. február 13.                  | Newcastle        | Ausztrália       | Entertainment Centre     |
| 2009. február 14.                  | Brisbane         | Ausztrália       | Entertainment Centre     |
| 2009. február 16.                  | Sydney           | Ausztrália       | Enmore Theatre           |
| 2009. február 17.                  | Sydney           | Ausztrália       | Enmore Theatre           |
| 2009. február 19.                  | Sydney           | Ausztrália       | Enmore Theatre           |
| 2009. február 20.                  | Wollongong       | Ausztrália       | WIN Entertainment Centre |
| 2009. február 21.                  | Canberra         | Ausztrália       | Royal Theatre            |
| 2009. február 24.                  | Melbourne        | Ausztrália       | Palais Theatre           |
| 2009. február 25.                  | Melbourne        | Ausztrália       | Palais Theatre           |
| 2009. február 26.                  | Adelaide         | Ausztrália       | Thebarton Theatre        |
| 2009. február 28.                  | Perth            | Ausztrália       | Challenge Stadium        |
| 2009. március 1.                   | Perth            | Ausztrália       | Challenge Stadium        |
| 2009. március 3.                   | Auckland         | Új-Zéland        | Logan Campbell Centre    |
| 2009. március 4.                   | Wellington       | Új-Zéland        | TSB Bank Arena           |
| 2009. március 6.                   | Christchurch     | Új-Zéland        | Town Hall                |
| 2009. március 7.                   | Dunedin          | Új-Zéland        | Town Hall                |
| Észak-Amerika                      |                  |                  |                          |
| 2009. június 3. WKSE Radio Show    | Buffalo          | Egyesült Államok | Coca-Cola Field          |
| 2009. június 4.                    | Providence       | Egyesült Államok | Lupos                    |
| 2009. június 7.                    | Poughkeepsie     | Egyesült Államok | Dutchess Stadium         |
| 2009. június 9.                    | Virginia Beach   | Egyesült Államok | The Norva                |
| 2009. június 10.                   | Greenville       | Egyesült Államok | Handlebar                |
| 2009. június 12.                   | New Orleans      | Egyesült Államok | House of Blues           |
| 2009. június 13.                   | Baton Rouge      | Egyesült Államok | Varsity                  |
| 2009. június 14.                   | Memphis          | Egyesült Államok | Hi Tone                  |
| 2009. június 16.                   | Oklahoma City    | Egyesült Államok | Diamond Ballroom         |
| 2009. június 17.                   | Dallas           | Egyesült Államok | House of Blues           |
| 2009. június 20.                   | Kansas City      | Egyesült Államok | Capitol Fed Park         |
| 2009. június 21.                   | San Francisco    | Egyesült Államok | Golden Gate Park         |
| 2009. június 23.                   | Los Angeles      | Egyesült Államok | Henry Fonda Theater      |
| 2009. június 24.                   | San Francesco    | Egyesült Államok | Six Flags                |
| 2009. június 26.                   | Portland         | Egyesült Államok | Hawthorne Theatre        |
| 2009. június 27.                   | Vancouver        | Kanada           | The Plaza Nightclub      |
| 2009. június 28.                   | Seattle          | Egyesült Államok | Neumos                   |
| 2009. június 30.                   | Salt Lake City   | Egyesült Államok | Club Sound               |
| 2009. július 1.                    | Colorado Springs | Egyesült Államok | Black Sheep              |
| 2009. július 3.                    | Bessemer         | Egyesült Államok | Adventure Theme Park     |
| 2009. július 4.                    | Detroit          | Egyesült Államok | CityFest                 |
| 2009. július 5.                    | Milwaukee        | Egyesült Államok | Summerfest               |
| 2009. július 7.                    | St. Louis        | Egyesült Államok | Pops                     |
| 2009. július 8.                    | Des Moines       | Egyesült Államok | People’s Court           |
| 2009. július 10.                   | Minneapolis      | Egyesült Államok | Station 4                |
| 2009. július 11.                   | Chicago          | Egyesült Államok | Metro                    |
| 2009. július 12.                   | Grand Rapids     | Egyesült Államok | Intersection             |
| 2009. július 14.                   | Cleveland        | Egyesült Államok | Grog Shop                |
| 2009. július 15.                   | Toronto          | Kanada           | CiRCA                    |
| 2009. július 17.                   | Philadelphia     | Egyesült Államok | Fillmore at the TLA      |
| 2009. július 18.                   | Denver           | Egyesült Államok | PARC-Elitch Gardens      |
| 2009. augusztus 1.                 | Binghamton       | Egyesült Államok | Otsiningo Park           |
| Ázsia                              |                  |                  |                          |
| 2009. augusztus 7.                 | Oszaka Tokió     | Japán            | Summer Sonic             |
| 2009. augusztus 8.                 | Oszaka Tokió     | Japán            | Summer Sonic             |
| 2009. augusztus 9.                 | Oszaka Tokió     | Japán            | Summer Sonic             |
| Európa                             |                  |                  |                          |
| 2009. szeptember 23.               | Glasgow          | Skócia           | O2 ABC                   |
| 2009. szeptember 24.               | London           | Anglia           | KOKO                     |
| 2009. szeptember 25.               | Manchester       | Anglia           | Manchester Academy       |
| 2009. december 6. Jingle Bell Ball | London           | Anglia           | O2 Arena                 |

## Dallista
1. Take Me on the Floor
2. Everything
3. Popular
4. Mouth Shut
5. Revolution
6. Revenge Is Sweeter (Than You Ever Were)
7. Secret
8. Mother Mother
9. Hook Me Up
10. This Love
11. Don’t Say Goodbye
12. Heavily Broken
13. 4ever
14. Everything I’m Not
15. I Could Get Used to This
16. All I Have
17. When It All Falls Apart
18. Untouched
19. This Is How It Feels

- Forrás:[8][9][10]